# العلوم والتقنية في كندا

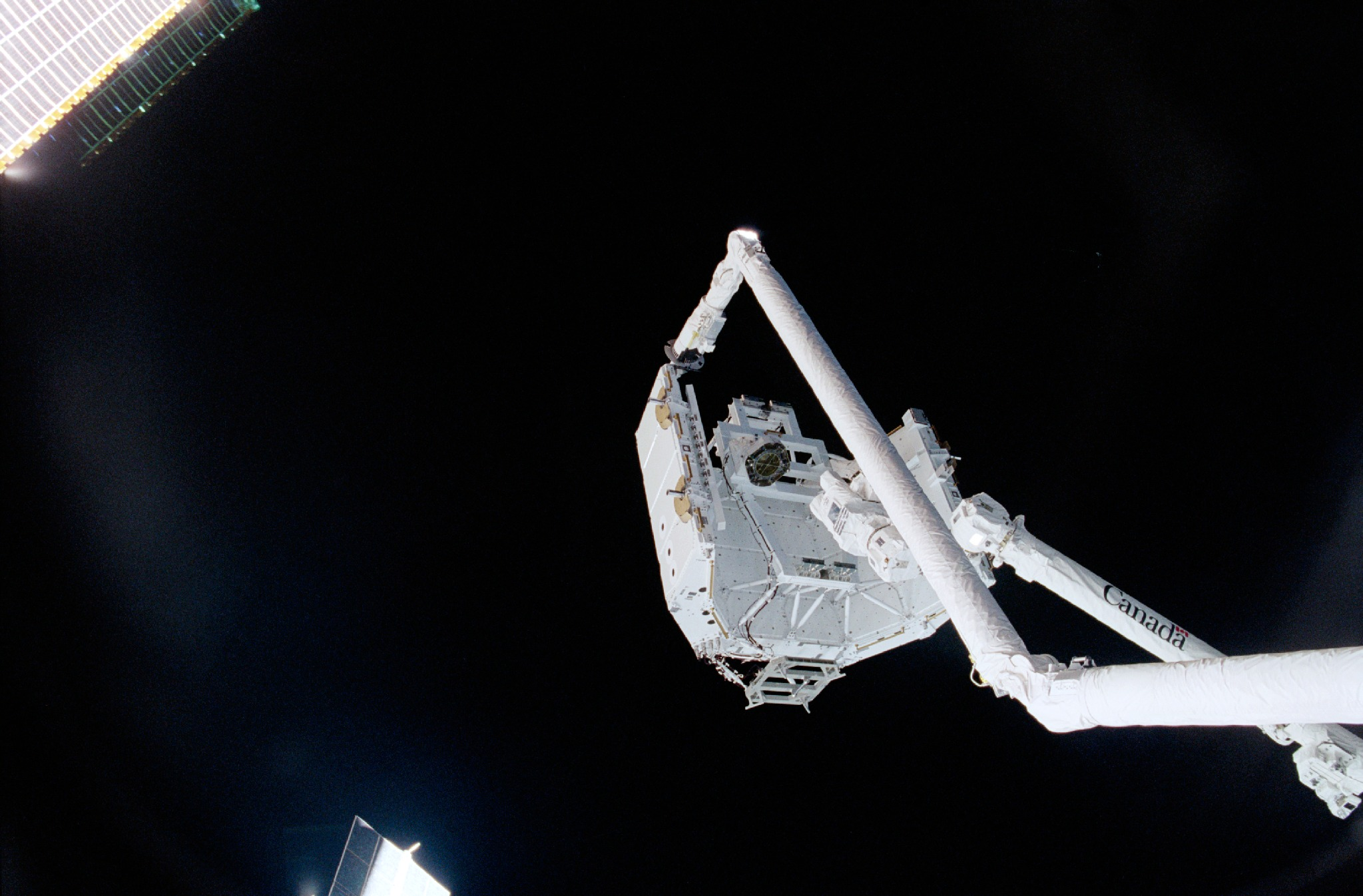
ذراع روبوت آلي للمحطة الفضائية الكندية

العلوم والتقنية في كندا تتكون العلوم والتقنية في كندا من ثلاثة عناصر متميزة ولكنها مرتبطة ببعضها وهي:
- نشر التقنية في كندا
- البحث العلمي في كندا
- الابتكار والاختراع والبحث الصناعي في كندا

عام 2019، أنفقت كندا حوالي 40.3 مليار دولار كندي على البحث والتطوير محلياً، قدّمت منها الحكومة الفيدرالية وحكومات المقاطعات ما يزيد عن 7 مليار دولار  عام 2018، أنفقت كندا قرابة 34.5 مليار دولار كندي على البحث والتطوير، منها 2 مليار دولار أنفقته الحكومة الفيدرالية مباشرةً داخلياً، ووفّرت المقاطعات والموارد الفيدرالية قرابة 5.7 مليار دولار على شكل منح. يمثل هذا الاستثمار قرابة 1.57% من الناتج المحلي الإجمالي، بانخفاض من 1.72% عام 2014.
حلّت في المركز 15 في الابتكار على مستوى العالم وفق مؤشر الابتكار العالمي لعام 2023، في حين تقدمت للمركز 14 وفق مؤشر عام 2024.

اعتبارًا من 2020، أنتجت البلاد خمسة عشر عالماً حازوا جائزة نوبل في الفيزياء، والكيمياء، و والطب، واحتلت المركز الرابع من حيث جودة البحث العلمي على مستوى العالم في استطلاع كبير أجري عام 2012 شمل العلماء الدوليين. علاوة على ذلك، فهي مقرّ عدد من شركات التكنولوجيا العالمية. بلغ عدد مستخدمي الإنترنت في كندا قرابة 33 مليون مستخدم، أي ما يعادل 94% من إجمالي عدد السكان عام 2014]].